# Рафал
„Рафал“ (на френски: Dassault Rafale) е двумоторен многоцелеви изтребител от Франция с делтовидна конфигурация на крилете, проектиран от Avions Marcel Dassauit – Breguet (AMD-BA) и произведен от Dassault Aviation.
Представен през 2000 година и с име, означаващо шквал, самолетът се произвежда в няколко варианта: с единична и двойна кабина за Френските военновъздушни сили и като палубен изтребител за Френския военноморски флот. Самолетът е предлаган и за износ към няколко страни.
През 2015 за пръв път Рафал е продаден в чужбина. Египет от 24 поръчани, 11 са на въоръжение към юли 2017. Индия 36 поръчани и Катар – 24. На 20 юли 2015 са доставени първите 3 Рафала на Египет.

## История и разработване
В средата на 1970-те години ВВС (Armée de l'Air) и ВМС (Aéronavale) на Франция имат изисквания за разработване на ново поколение изтребители за нуждите им, като изискванията им са достатъчно сходни, за да могат да бъдат обединени в общ проект. През 1983 г. Франция възлага на Dassault Aviation договор за 2 прототипа Avion de Combat eXpérimental (ACX).
В началото на 80-те, водещите европейски страни – Германия, Франция, Италия, Испания и Великобритания се договарят за съвместно разработване на нов изтребител. Поради неразбирателства около характеристиките на самолета и кой да заема водеща роля в проекта, през 1985 г. Франция се оттегля от съвместното начинание. Тя продължава да разработва „Рафал“, докато останалите страни разработват проект, по-късно наречен Eurofighter Typhoon.

## Модификации
„Рафал“ се предлага в 3 модификации:
- „Рафал С“ (от Chasseur – ловец, т.е. изтребител) е едноместен изтребител за нуждите на ВВС
- „Рафал B“ (от Biplace – двуместен) е двуместен изтребител за нуждите на ВВС
- „Рафал М“ (от Marin(e) – моряк, морски) е едноместен палубен изтребител за нуждите на ВМС